# جان كينت
جان كينت (بالإنجليزية: Jean Kent)‏ هي ممثلة بريطانية (وحملت سابقاً جنسية المملكة المتحدة لبريطانيا العظمى وأيرلندا)، ولدت في 21 يونيو 1921 بلندن في المملكة المتحدة، وتوفيت في 30 نوفمبر 2013 في المملكة المتحدة.

## وصلات خارجية
- جان كينت على موقع IMDb (الإنجليزية)
- جان كينت على موقع إن إن دي بي (الإنجليزية)
- جان كينت على موقع قاعدة بيانات الفيلم (الإنجليزية)